# Срока, Вильгельм Августович
Вильгельм Августович Срока (1866, Вискитки, Мазовецкое воеводство — 10 июня 1939, Варшава) — российский и польский гражданский инженер, архитектор. Работал в Феодосии и Гродненской губернии.

## Биография

### Детство и образование
Родился в 1866 году. Первоначальное образование получил в Варшавском реальным училище. Поступил в Петербургский институт гражданских инженеров в 1884 году и окончил курс в 1889 году по первому разряду.

### Профессиональная деятельность
Участвовал при обустройстве Санкт-петербургского городского центрального коллектора, затем был прикомандирован к Технически-строительному комитету Министерства внутренних дел и в скором времени поступил на службу в качестве городского архитектора города Феодосии Таврической губернии, где работал по крайней мере до 1892 года. С 1903 года работал младшим архитектором при строительном отделении гродненского губернского правления. С 1906 года занял должность ковенского губернского архитектора.

## Творчество
В 1889—1892 годах в Санкт-Петербурге и Феодосии занимался мощением улиц и обустройством городских шоссе. Также занимался обустройством санитарных городских сооружений и расширением сети городского водопровода. В Феодосии заведовал феодосийско-субашским городским водопроводом и городскими общественными работами. Спроектировал фонтан "Доброму гению" в Феодосии, а также 2 небольших водопровода в экономиях уезда.

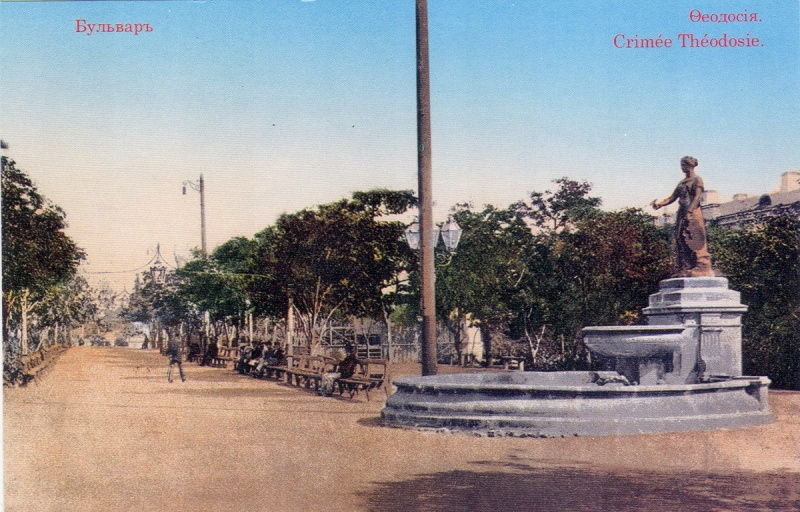
Фонтан Доброму гению, Феодосия
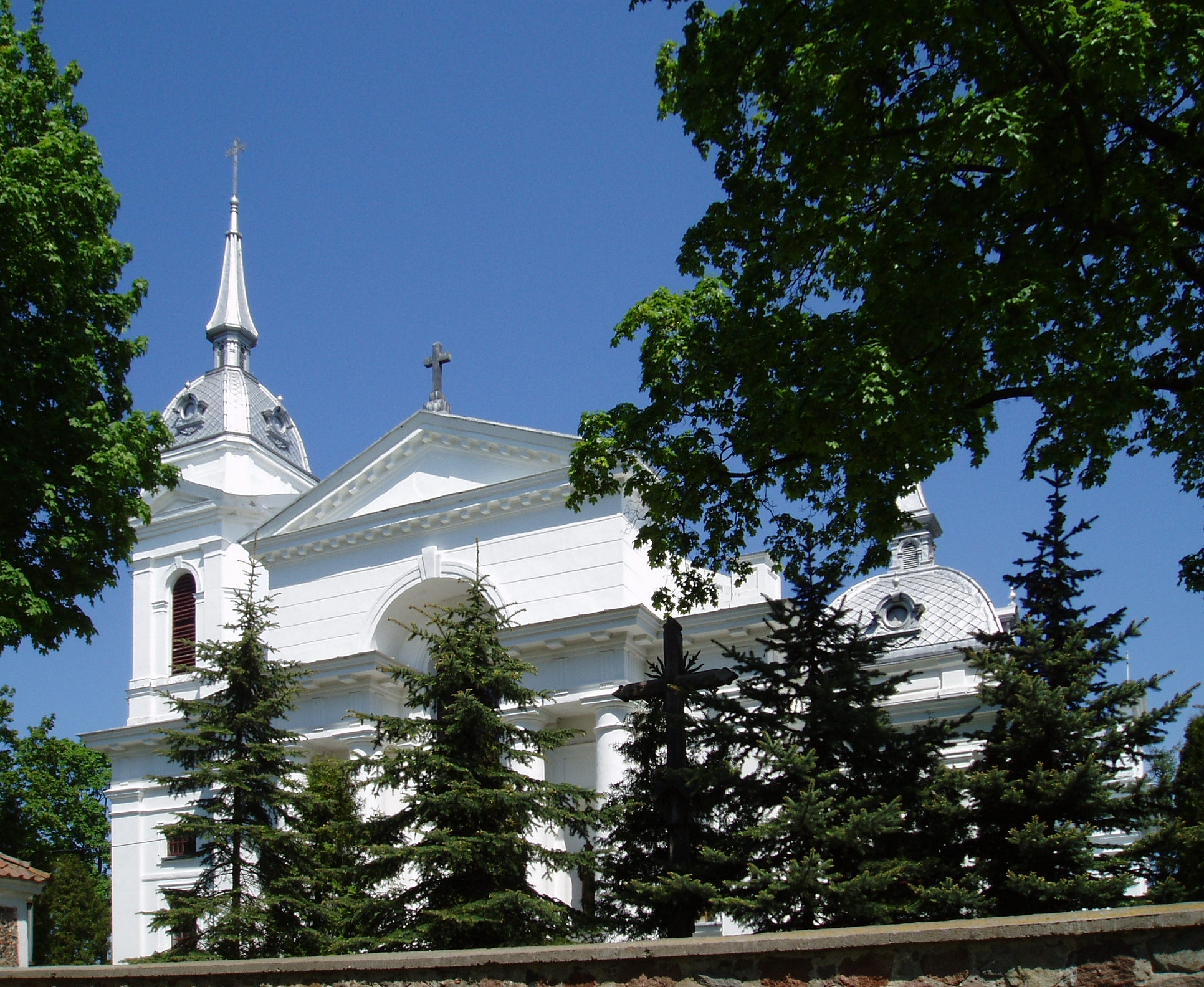
Костёл Святейшей Троицы в Индуре
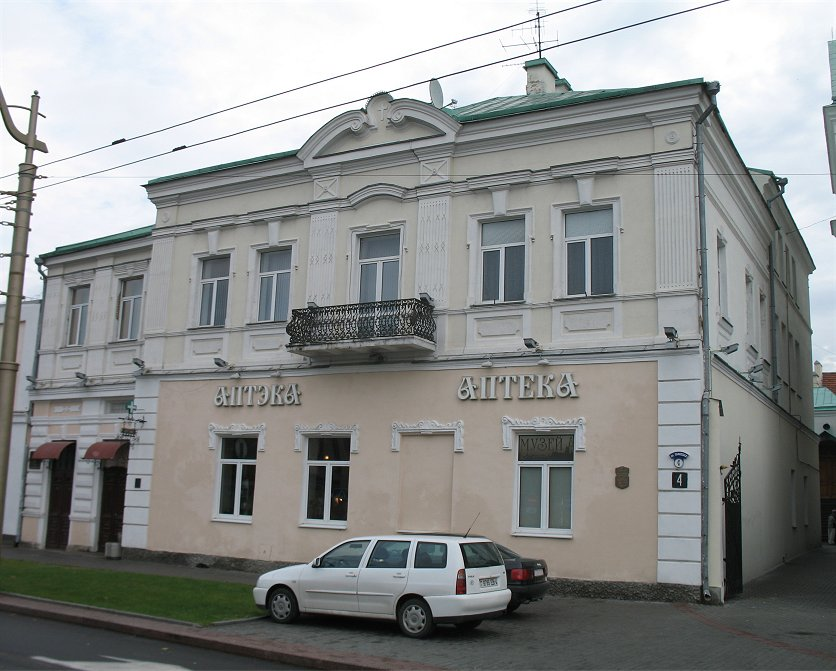
Аптека в Гродно

С самого начале строительства Джанкойско-Феодосийской железной дороги В. Срока выполнял, кроме этого, работы на всех гражданских сооружениях станции Феодосия. Спроектировал несколько жилых частных домой, два каменных здания дач и городской летний театр.
В Гродненской губернии стал автором проекта реконструкции костёла Святейшей Троице в Индуре в эклектичным стиле с чертами необарокко и неоклассицизма. Был также автором перестройки иезуитской аптеки в Гродно.